# Suzanne Belperron
Suzanne Belperron, nata Madeleine Suzanne Marie Claire Vuillerme (Saint-Claude, 26 settembre 1900 – Parigi, 28 marzo 1983), è stata una stilista e designer francese, tra i più talentuosi e influenti creatori di gioielli del XX secolo.

## Biografia

### Infanzia
Suzanne è la figlia di Jules Alix Vuillerme (1861-1913), commerciante, e di Marie Clarisse Faustine Bailly-Maître (1866-1931).
Nasce il 26 settembre 1900 nella città francese di Saint-Claude, nel Massiccio del Giura, a 60 chilometri da Ginevra (Svizzera). Nel corso dei secoli, nei lunghi mesi invernali, gli abitanti della regione del Jura, isolata e nota per la durezza del clima, avevano sviluppato una vasta gamma di mestieri tradizionali, tra cui l'arte del taglio delle pietre. La città di Saint-Claude è così diventata, tra il 1885 e il 1929, uno dei più importanti centri mondiali del taglio dei diamanti ·  · .
Sua madre, a conoscenza delle sue precoci doti di designatrice, la incoraggiò a coltivare il suo talento e la iscrive a "L'Ecole des Beaux-Arts" di Besançon, fondata dal pittore svizzero Melchior Wirsch e dallo scultore Luc Breton nel 1773. Accanto alla scuola, era ospitato il Musée des Beaux-arts et d'Archéologie, il più antico museo pubblico di Francia, creato nel 1694, un secolo prima del Museo del Louvre, che ha ospitato una delle più importanti collezioni di studi di disegno della Francia e una grande collezione egiziana.
Suzanne Vuillerme vinse il primo premio del concorso dell'anno 1917-1918, che concludono anni di corso di "decorazione dell'orologeria e della gioielleria.

### Artista d'avanguardia diCasa Boivin
Suzanne Belperron è attratta da Parigi, che nei ruggenti anni venti è uno dei centri più importanti per la gioielleria mondiale.
Nel marzo 1919, Suzanne Belperron fu assunta come stilista-designer da Jeanne Boivin, vedova di Rene Boivin. Casa Boivin, fondata nel 1890, aveva infatti perso nel 1917 il suo fondatore, disegnatore e incisore di talento.
Fin da 1920 apparvero nelle collezioni della casa René Boivin molti gioielli ispirati dai disegni abbozzati da Suzanne Vuillerme verso 1917, quando era ancora studentessa ai Beaux-Arts. Ma a quel tempo, questi volumi con curve molto femminili, erano contro la corrente del movimento Art Déco, durante il quale il gioiello era volutamente geometrico e strutturato con forme industriali. Senza figli, Suzanne si dedica interamente alla creatività e allo sviluppo della fama internazionale della società. Nel 1924, all'età di 23 anni, è anche co-direttore della casa René Boivin.
Sposò John Belperron, un ingegnere di professione, l'11 luglio 1924. La coppia si trasferì a Parigi, in via Lamarck 49, a Montmartre.

### Gli anni '30
Dopo tredici anni, si può ipotizzare che si senta un po' frustrata per l'anonimia dei suoi disegni e creazioni originali. Questa anonimia imposta è la regola stabilita per i progettisti-creatori, come è il caso di Peter Charles e Jacqueau Lemarchand per Cartier, di Rene Sim Lacaze per Van Cleef & Arpels.
Nel febbraio 1932, all'età di 32 anni, lascia la casa René Boivin, dopo avare accettato la proposta da Bernard Herz come direttore artistico e tecnico. Entrambi si conoscono da anni perché questo famoso commerciante parigino in perle e pietre preziose è uno dei fornitori della casa René Boivin. Ella Decide di collaborare con il gioielliere Adrien Louart (1890-1989), e l'Atelier Groëné & Dardé diventa il suo produttore esclusivo.
Durante gli anni trenta, le creazioni originali di Suzanne Belperron danno alla casa Bernard Herz una crescente notorietà internazionale. La sua fama cresce, Suzanne Belperron s'impone e diventa una figura brillante nel mondo dell'arte, in Francia e all'estero. Quasi ogni mese, le sue creazioni, degne delle più grandi gioiellerie come Cartier, Boucheron, Van Cleef & Arpels, vengono pubblicate nelle pagine delle riviste di moda di lusso, come Vogue e Harper's Bazaar con la collaborazione regolare di fotografi come George Hoyningen-Huene e Horst P. Horst. La sua fedele amica Diana Vreeland, redattrice capo della moda dal 1937 al 1962 di Harper's Bazaar, poi di Vogue americano dal 1962 al 1972, adorava lo stile della creatrice.
Il famoso gioielliere di New York, Paul Flato, nel luglio 1939, la richiese per una collaborazione artistica. Suzanne rifiuta questa offerta.

### «Il mio stile è la mia firma»
I suoi disegni erano molto fantasiosi e ricchi di personalità, traendo ispirazione dalla natura e dalle culture del mondo esotico (India, Cina, India, Giappone, Africa e Oceania).
"Il mio stile è la mia firma" è il motto enunciato da Suzanne Belperron durante tutta la sua carriera. Lei crede che l'originalità li rende facilmente identificabili ed che è non necessario firmarli.

### La seconda guerra mondiale sconvolge il destino di Bernard Herz e la sua casa
All'inizio dell'occupazione militare di Parigi, Bernard Herz, di origine ebraica, viene interrogato più volte. La prima volta, Suzanne Belperron, grazie all'intervento della sua grande amica Rika Radifé, moglie dell'attore Harry Baur, riesce a salvarlo dalla Gestapo.
A seguito delle leggi antisemite adottate dal Governo di Vichy, per assicurarne la sostenibilità, nel novembre 1940 prende le redini della casa di Bernard Herz.
Su richiesta di Bernard Herz, dopo il suo primo arresto, Suzanne Belperron, il 23 gennaio 1941, iscrive nel registro di commercio una società a responsabilità limitata, sotto il nome di "Suzanne Belperron SARL", con un capitale sociale di 700.000 franchi. Ha un socio, Henry Guiberteau. Il suo amico Marcel Coard presta aiuto e fondi per la transazione. Sapendo che il futuro della casa è esclusivamente sulle sue spalle, Suzanne Belperron continua a creare durante la guerra, nonostante le difficoltà di approvvigionamento dei materiali necessari per la realizzazione dei suoi gioielli.
Il 2 novembre 1942, Bernard Herz e Suzanne Belperron vengono arrestati dalla Gestapo, a seguito di una lettera di denuncia, e condotti in Avenue Foch, a Parigi, per essere interrogati.
Benard Herz viene immediatamente deportato nel campo di internamento di Drancy, dove rimase fino al 2 settembre 1943, data in cui fu trasferito in un Campo di sterminio in Polonia, il Campo di concentramento di Auschwitz. Per quanto riguarda Suzanne Belperron, fu convocata dalla Gestapo per fornire documenti ufficiali che dimostrassero le sue origini e la religione della sua famiglia.
Durante le ostilità, Suzanne si unisce alla Resistenza francese. A guerra finita, uno dei suoi amici, il famoso rappresentante della Resistenza francese, André Chamson, eletto membro dell'Accademia francese le chiederà nel 1956 di realizzare la sua spada.

### Il dopo guerra, creazione diCasa Herz-Belperron
Nella sua ultima lettera del campo di Drancy il 21 Feb 1943, Bernard Herz affida a Suzanne Belperron i suoi interessi commerciali, le sue ultime volontà e gli interessi dei suoi figli, Jean e Aline.
Nel giugno 1946, Jean, il figlio di Bernard Herz, prigioniero di guerra, è finalmente liberato e torna a Parigi. Secondo le ultime volontà del padre, quest'ultimo ritrova la sua posizione nella società e ne crea una nuova suddivisa in parti uguali denominata "Jean Herz - Suzanne Belperron SARL".
Il 12 luglio 1963, la disegnatrice di gioielli sarà elevata al rango di Cavaliere della Legion d'onore. La Croce le è data dal suo caro amico, Jean Marchat, ufficiale della Legion d'onore, membro della Comédie-Française.

### Clienti famosi
Nei suoi saloni privati, situati al terzo piano della via di Châteaudun, decorato dal suo amico Marcel Coard, Suzanne Belperron spesso disegnava i gioielli per soddisfare la natura di un particolare cliente. Era completamente in sintonia con quello che cercavano in quel momento le generazioni più giovani, mescolando le pietre preziose e semipreziose all'interno del disegno sinuoso e sensuale, senza mai produrre un gioiello piatto.
I suoi gioielli sono indossati da una famosa clientela cosmopolita. Aveva come clienti le maggiori corti d'Europa, le dinastie Aga Khan, Rothschild, Wildenstein e Duca di Windsor. Suzanne Belperron ha anche attirato i clienti dal mondo delle arti e dello spettacolo (attori, comici, drammaturghi, danzatori e cantanti), come Joséphine Baker, architetto Robert Mallet-Stevens, Ganna Walska, Arno Breker, Raoul Dufy, Daisy Fellowes, Colette, Alice Cocea, Françoise Rosay, Gary Cooper, Mary Bell, Charles Boyer, Harry Baur, Louise de Vilmorin, l'attrice americana Adele Astaire, l'attrice britannica Merle Oberon e l'attrice messicana María Félix. Dal mondo della moda, i nomi includono, in particolare i suoi amici Elsa Schiaparelli, Diana Vreeland, Nina Ricci, Christian Dior e Jeanne Lanvin. E per il mondo della politica, nomi come Paul Reynaud, Léon Blum, Maurice Couve de Murville o la signora Houphouët-Boigny. · .

### Fine della carriera
Quattro anni dopo la morte del marito, avvenuta nel giugno 1970, all'Assemblea generale del 28 giugno 1974, Suzanne Belperron e il suo socio Jean Herz decidono di sciogliere la loro partnership amichevolmente. Il 31 dicembre 1975, la società Belperron Herz è liquidata.
Questa decisione, presa dopo una vita dedicata all'arte dei gioielli, non significa per Suzanne Belperron l'abbandono dell'attività professionale. Infatti, nel tempo, mantenne vincoli di amicizia e di fiducia con i suoi fedeli clienti francesi e stranieri. Essi continuarono a chiederne la consulenza per la stima dei loro gioielli, particolarmente nel caso di successioni ereditarie o di donazioni ai musei. Tuttavia, dopo avere cessato la sua attività, Suzanne Belperron ha rifiutato tutte le proposte di lavoro e collaborazione di case, tra cui Tiffany & Co., che volevano riprodurre i suoi gioielli.
Morì accidentalmente e tragicamente nel suo bagno, il 28 marzo 1983, all'età di 82 anni. Lasciò in eredità le sue proprietà al suo caro amico.

## Dall'oblio alla rinascita

### La vendita dei gioielli della duchessa di Windsor nel 1987
Dimenticata nel tempo, l'opera di quest'artista atipica è stata poi riscoperta e infine apprezzata al suo giusto valore all'occasione dell'asta della famosa collezione di gioielli della duchessa di Windsor organizzata da Sotheby's, a Ginevra, il 2 e 3 aprile 1987.

### Riproduzione di gioielli Belperron
Messo in risalto attraverso l'asta della famosa collezione di gioielli della duchessa di Windsor, il lavoro di Suzanne Belperron è stato finalmente riconosciuto ed apprezzato.
Nel 1991, viene creata la "Société Nouvelle Herz-Belperron" al 10 via Vivienne a Parigi. La "Société Nouvelle Herz-Belperron" ha un cliente esclusivo, un gioielliere americano di New York che commissionò delle riproduzioni (dunque gioielleria moderna) alla Société Nouvelle Herz-Belperron. Create a Parigi, queste riproduzioni, che comprendono una marchio francese, furono poi esportate e commercializzate a New York.
La Société Nouvelle Herz-Belperron viene liquidata il 28 dicembre 1998, a seguito di un “trasferimento di quote di azionisti“.

### La scoperta degli archivi personali nel 2007

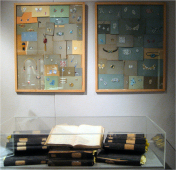
Presentazione di alcuni archivi personali (disegni, registri libri) di Suzanne Belperron scoperto nel 2007 - Sotheby's Parigi - 24 gennaio 2012

Nel 2007, muore l'erede universale di Suzanne Belperron e viene designato un nuovo erede universale che diventa il proprietario dei beni ereditari.
Secondo alcune voci, Suzanne avrebbe distrutto quasi tutti i suoi archivi, ma, in realtà, le cose stavano diversamente. Il nuovo erede universale scopre nel 2007, tra i beni ereditati, un piccolo appartamento ai piedi di Montmartre, le cui porte sono rimaste chiuse, a quanto pare, dal 1983. Questo appartamento conteneva i mobili di Suzanne Belperron, la sua biblioteca e i suoi archivi completi: una moltitudine di disegni, schizzi, modelli, calchi, corrispondenze commerciali, libri di appuntamenti e ordini tenuti, quotidianamente, dal 1937 al 1974, fotografie e articoli di giornale controfirmati.Questa scoperta risulta determinante per garantire l'autenticità, la tracciabilità e l'origine delle sue opere, ciò che non permettevano semplici disegni.
Il defunto erede di Suzanne Belperron, e amico di lunga data, aveva in effetti onorato, "fino al suo ultimo respiro", la volontà dell'artista di garantire la riservatezza dei suoi archivi e il rispetto dei suoi clienti.
Gli archivi rivelano che sono state scritte molte falsità su Suzanne Belperron, donna misteriosa e molto discreta. Inoltre, gli archivi confermano il progetto mai realizzato di un libro dedicato alla sua opera. Hans Nadelhoffer (1940-1988), esperto di gioielleria, noto per la sua monografia di riferimento sulla casa Cartier, prevedeva infatti, nel 1981, un libro sul lavoro di Suzanne Belperron. Sedotta da questo progetto, Suzanne Belperron cominciò a raccogliere tutti i suoi archivi, ma il progetto si interruppe con la tragica morte della protagonista, all'inizio del 1983.
Affascinato dall'arte, il nuovo erede universale ha voluto che il progetto di monografia di riferimento di Hans Nadelhoffer continuasse, affidandone la realizzazione a una scrittrice esperta in gioielli e a un gioielliere francese. Quest'ultimo ha acquisito tutti gli archivi di Suzanne Belperron il 1º ottobre 2008, divenendo così l'unico esperto di tutta l'opera realizzata dalla stilista, e mantiene, con l'appoggio degli eredi, il catalogo ragionato dell'artista.

### Uno stile senza tempo al crescente successo
Lo stile senza tempo dei gioielli di Suzanne Belperron incontra un successo crescente, come si manifestano due vendite record a Parigi con una spilla in smeraldi e diamanti sotto forma di un corno di abbondanza aggiudicata 553.000 euro il 19 maggio 2010, ed un braccialetto in tormaline, smeraldi, peridoti, berilli e zaffiri di colore, aggiudicato per 247.000 euro il 24 novembre 2011.
Inizio 2012, Karl Lagerfeld, grande ammiratore e collezionista del progettista, per dare il tono della collezione primavera-estate della Maison Chanel, ha scelto un gioiello Suzanne Belperron in calcedonio.
Il 14 maggio 2012, la vendita dei gioielli della collezione particolare di Suzanne Belperron, provenendo dal suo scrigno personale scoperto all'epoca della successione nel 2007, era organizzata a Ginevra. I gioielli ed oggetti si sono venduti ad un prezzo tre volte più elevato di quello iniziale, come per esempio un anello in cristallo di rocca aggiudicato a 386 000 euro. Le offerte hanno raggiunto un totale di 3 224 950 CHF (2,7 milioni di euro).

### Libro
- Sylvie Raulet e Olivier Baroin, Suzanne Belperron, Edizioni Biblioteca dell'Arte, 351 pp., 20 ottobre 2011 ISBN 978-1-85149-625-9.

### Articoli di stampa
- Femina : avril 1927, 1948
- Le Figaro illustré, novembre 1934, dicembre 1935, dicembre 1935
- San Francisco Sunday Chronicle, 16 novembre 1961, articolo dedicato a Suzanne Belperron,
- Harper's Bazaar : settembre 1936, marzo 1938, aprile 1938, luglio-agosto 1938, gennaio 1939
- L'Express 10 maggio 1962, esposizione al museo del Louvre intitolata  Dieci secoli di gioielleria francese  per Schneider, Pierre,
- Vogue - Edizione americana: settembre 1933, gennaio 1934, maggio 1934, giugno 1935, ottobre 1935, gennaio 1936, febbraio 1936, aprile 1936, giugno 1936, gennaio 1937
- Vogue - Edizione inglese: agosto 1934, 1936
- Vogue - Edizione francese: novembre 1933, maggio 1934, giugno 1934, luglio 1934, gennaio 1935, febbraio 1935, marzo 1935, aprile 1935, giugno 1935, settembre 1935, febbraio 1936, marzo 1936, aprile 1936, agosto 1936, gennaio 1937, febbraio 1937, marzo 1937, maggio-giugno 1947, dicembre 1947, febbraio 1948, settembre 1950, dicembre 1951-gennaio 1952, dicembre 1960, marzo 1972,

### Cataloghi
- Sotheby's, Catalogo della vendita dei gioielli personali di Suzanne Belperron, Ginevra, 12-14 maggio 2012.
- Christie's, Catalogo della vendita benefica dei gioielli della collezione di Lily Safra, Ginevra, 14 maggio 2012.
- Christie's, Catalogo della vendita Parigi, 19 maggio 2010.
- Sotheby's, Catalogo della vendita dei gioielli di Diana Vreeland, New York, 1987.
- Sotheby's, Catalogo della vendita dei gioielli di lei duchessa di Windsor, Ginevra, 2-3 aprile 1987.

### Conferenze
- Conferenza Suzanne Belperron durante la presentazione della vendita di gioielli personali, diretto da Olivier Baroin e Sylvie Raulet, Sotheby's, Parigi, 24 gennaio 2012
- Conferenza-dibattito Suzanne Belperron condotto da Olivier Baroin e Sylvie Raulet, Accademia del lusso, Parigi, 29 novembre, 2011
- Conferenza Suzanne Belperron organizzato da Olivier Baroin, Sotheby's, Ginevra, 12 novembre 2011
- Conferenza Suzanne Belperron organizzato da Olivier Baroin, Sotheby's, Londra, 25 ottobre 2011